# Зимёнки (Муромский район)
Зимёнки — деревня в Муромском районе Владимирской области, входит в состав Ковардицкого сельского поселения.

## География
Расположена в 20 км к северо-западу от города Муром, на автодороге Р72.

## История

### Легенда
Зимой 1239 года Батый взял Муром и пошел к Гороховцу. По дороге он закопал свою золотую карету и насыпал холм над ней. Впоследствии деревню около холма назвали в память той зимы Зимёнки. Впервые упомянуты в 1676 году. Легенда записана муромским краеведом А.А.Епанчиным в Муроме на льнопрядильной фабрике от мастерового, крестьянина д. Коробкова Навашинского уезда Нижегородской губернии, Владимира Шаронова, 38 лет, 28 октября 1978 г.
В годы Советской власти центр Зименкинского сельсовета, центральная усадьба госплемзавода «Зимёнки», с 2005 года — в составе Ковардицкого сельского поселения.

## Население
| 1859 | 1905 | 1926 | 2002  | 2010 | 2012 | 2021 |
| ---- | ---- | ---- | ----- | ---- | ---- | ---- |
| 125  | ↘3   | ↗38  | ↗1027 | ↘914 | ↗995 | ↘936 |

## Инфраструктура
В деревне расположены Зимёнковская средняя общеобразовательная школа (открыта в 1978 году), детский сад № 10, дом культуры, амбулатория, отделение федеральной почтовой связи.